# In Kyo-don
In Kyo-don (인교돈?; Incheon, 27 giugno 1992) è un taekwondoka sudcoreano, bronzo olimpico nella categoria sopra gli 80 kg a Tokyo 2021.

## Palmarès
- Giochi olimpici

Tokyo 2020: bronzo nei + 80 kg.
- Mondiali

Muju 2017: bronzo nei -87 kg.
- Campionati asiatici

Manila 2016: oro nei -87 kg.
Ho Chi Minh 2018: oro nei +87 kg.
- Giochi mondiali universitari

Gwanju 2015: oro nel Team Kyorugi, argento nei -87 kg.